# یوسیپ جرجا
یوسیپ جرجا (انگلیسی: Josip Gjergja؛ زادهٔ ۲۴ نوامبر ۱۹۳۷) بازیکن و مربی بسکتبال اهل یوگسلاوی بود.
وی در مسابقات کشوری و بین‌المللی در مجموع برندهٔ ۳ مدال نقره، ۱ مدال برنز شده‌است.